# بلا ویستا د میناس
بلا ویستا د میناس (به پرتغالی: Bela Vista de Minas) یک شهرداری در برزیل است که در میناز ژرایس واقع شده‌است. بلا ویستا د میناس ۱۰۸٫۶۰۶ کیلومتر مربع مساحت و ۱۰٬۲۶۲ نفر جمعیت دارد.